# Кларэльвен
Кла́рэльвен (в Норвегии — Трю́сильэльв, норв. Trysilelva, Klarälven, швед. Klarälven) — река в Скандинавии. Длина реки — 460 км. Средний расход воды — 165 м³/с.
Вытекает из озера Руген на границе Швеции и Норвегии, течет через озеро Фемунн в Норвегии, снова пересекает границу со Швецией и впадает в озеро Венерн в Карлстаде. Речная система Кларэльвен—Гёта-Эльв является самой длинной на Скандинавском полуострове. До 1990-х годов использовалась для сплава леса.

## География и геология
Прямое течение реки на север от деревни Эдебак было классифицировано Стеном де Гиром как «тектоническая впадина», так как оно следует за слабой зоной в поверхности земли, образовавшейся в докембрийском периоде. В ходе таяния ледников в Скандинавии порядка 10 000 лет назад ледники отступали неравномерно, и на месте долины Кларэльвен оставался лед, когда вокруг на возвышенностях его уже не было. Отход ледника оставил в частях долины мёртвый лёд. Река на север от Эдебака сформировала древний фьорд после того, как территория освободилась от ледника и до того, как процесс гляциоизостазии существенно поднял дно долины над морем. Течение реки на юг от Эдебака возможно следствие четвертичного отклонения, произошедшего из-за скопления ледниковых отложений.
С конца последнего ледникового периода устье Кларэльвен переместилось к югу от Форсхаги к его текущему положению у Карлстада.